# 東広島市立造賀小学校
東広島市立造賀小学校（ひがしひろしましりつ ぞうかしょうがっこう）は、広島県東広島市高屋町造賀にある市立小学校。
オリジナルの組曲「造賀の四季」があり，学習発表会で発表している。

## 概要
東広島市の北東部にある。校区には国道375号が南北に走っているが、周囲は緑豊かな田園地帯である。
昭和40年代は，音楽教育が盛んであり，研究公開が行われていた。
昭和50年代には，各学年2学級，児童数が350名を超えていたが，現在では短学級で80名程度である。

## 沿革
・旧プール完成（地下水を利用していた）
・校歌制定
・1973年　昭和48年　本館　木造校舎から鉄筋コンクリートによる校舎建て替え
　校舎が落成したときは，薄いピンク色であったが，現在は白色に塗装されている。
・南校舎建て替え
・体育館建て替え
・新プール完成

## 通学区域
- 東広島市
  - 高屋町造賀

## 進学先中学校
- 東広島市立高屋中学校　スクールバスで高屋中学校に通学している。

## 交通
- 山陽自動車道 西条インターチェンジより車で国道375号経由、約15分
- 芸陽バス[1]「造賀小学校前」バス停下車
  - 豊栄-西条線：豊栄・久芳・上戸野方面 - 造賀小学校前 - 西条駅前方面
  - 豊栄-高美が丘-西条線：豊栄・上戸野方面 - 造賀小学校前 - 西高屋駅・高美が丘・西条駅前方面
  - 磯松線：豊栄・上戸野方面 - 造賀小学校前 - 磯松・西条駅前方面